# 加古川市立八幡小学校
加古川市立八幡小学校（かこがわしりつ やはたしょうがっこう）は、兵庫県加古川市にある公立小学校。

## 沿革

### 経緯
加古川市立八幡小学校は、照明小学校、国包小学校、西条小学校として設立された。その後、1887年に宗佐尋常小学校に改称し、1910年に八幡尋常高等小学校に改称した。国民学校令により、八幡国民学校に改称したが、第二次世界大戦降伏後の学制改革によって、兵庫県加古郡八幡村立八幡小学校となり、1955年、加古川市立八幡小学校と改称された。

### 年表
- 1873年 - 照明小学校、国包小学校、西条小学校が創立される。
- 1877年 - 照明小学校、国包小学校が合併し、曲渕小学校となる。
- 1882年 - 新校舎竣工。2月15日を創立記念日とする。
- 1884年 - 西条小学校を合併する。
- 1887年 - 宗佐尋常小学校と改称する。
- 1892年 - 八幡尋常小学校と改称する。
- 1910年 - 高等科を設置し、八幡尋常高等小学校と改称。
- 1918年 - 講堂を竣工する。
- 1933年 - 校旗・校歌を設定する。
- 1941年 - 八幡国民学校に改称する。
- 1947年 - 兵庫県加古郡八幡村立八幡小学校と改称する。
- 1955年 - 八幡村・平荘村・上荘村が加古川市に合併し、加古川市立八幡小学校と改称する。
- 1955年 - 木造校舎４棟竣工（本館・中校舎・低校舎・用務員室）する。
- 1958年 - 学校給食室竣工、学校給食が開始される。
- 1961年 - 兵庫県指定理科教育研究発表会する。
- 1962年 - 加古川市上荘町国包が八幡小学校の通学区域に編入される。
- 1962年 - 80周年記念式典する。
- 1965年 - 南校舎竣工（普通教室４、特別教室２）。
- 1970年 - 体育館竣工、水泳プール竣工。
- 1976年 - 同和教育推敲地区指定研究発表会する。
- 1980年 - 新運動場完成する。
- 1982年 - 鉄筋校舎竣工（普通教室４・特別教室２）。百周年記念式典が開催され、「自立のこころ」記念碑を設置する。
- 1983年 - 「心を育てる教育」実践研究発表会する。
- 1987年 - 同和教育推進地区実践発表会する。
- 1992年 - 新校舎竣工（全面改築）する。
- 1994年 - 「福祉の心を育てる教育」研究実践発表会する。
- 1994年 - 水泳プールの全面改築が行われる。
- 1996年 - 屋内運動場屋根塗装工事が行われる。
- 1999年 - プールテラス全面改修する。
- 2003年 - 文部科学省「学習指導カウンセラーに係る調査事業」指定（〜2004年）。
- 2005年 - 新体育館竣工（全面改築）。

## 教育方針
- たくましくこころ豊かな八幡っ子の育成

## 学校行事
| - 4月 始業式、入学式 - 5月 運動会 - 6月 地区懇談会 | - 7月 終業式 - 8月 PTA奉仕作業 - 9月 始業式、修学旅行 | - 10月 音楽会、校内写生展 - 11月 市内小学校陸上記録会 - 12月 終業式 | - 1月 始業式 - 2月 管楽器交歓演奏会 - 3月 卒業式、終了式 |

## 通学区域
- 加古川市
  - 八幡町の全域および上荘町国包の一部[1]

## 進学先中学校
- 加古川市立山手中学校

## 校区内の主な施設
- JR西日本加古川線厄神駅
- 宗佐厄神八幡神社
- 東播磨南北道路八幡稲美ランプ

## 交通
- JR西日本加古川線厄神駅から徒歩12分

## 通学区域が隣接している学校
- 加古川市立神野小学校
- 加古川市立陵北小学校
- 加古川市立義務教育学校両荘みらい学園
- 三木市立別所小学校
- 稲美町立母里小学校
- 稲美町立加古小学校